# Комаров, Александр Андреевич
Александр Андреевич Комаров (5 мая 1999, Санкт-Петербург, Россия) — российский и сербский борец греко-римского стиля, чемпион Европы 2024 года, призёр чемпионатов Европы. Мастер спорта России международного класса.

## Биография
Родился в 1999 году в Санкт-Петербурге. В 2015 году стал чемпионом мира и Европы среди кадетов, в 2016 году повторил этот результат. В 2017 и 2018 годах становился чемпионом мира и Европы среди юниоров.
В 2019 году стал чемпионом России и завоевал бронзовую медаль чемпионата Европы.
В феврале 2020 года на чемпионате континента в итальянской столице, в весовой категории до 87 кг Александр в схватке за бронзовую медаль поборол спортсмена из Турции Метехана Башара и завоевал бронзовую медаль европейского первенства.
С 2024 года представляет Сербию.
В апреле 2024 года на Европейском квалификационном турнире в Баку ему удалось завоевать лицензию для своей страны на летние Олимпийские игры 2024 в весовой категории до 87 кг.
В апреле 2025 года на чемпионате Европы в Братиславе в весовой категории до 87 кг завоевал бронзовую медаль. В схватке за третье место одолел соперника из Германии Ханнес Вагнер.

## Спортивные достижения
- Победитель первенства Европы (Сербия, г. Суботица)  2015 год — ;
- Победитель первенство Мира (Босния и Герцеговина, г. Сараево)[5]. — ;
- Победитель первенства Европы (Швеция г Стогольм) 2016 год[6] — ;
- Победитель первенство Мира ( Грузия. ТБИЛИСИ) [7]— ;
- Победитель первенства Европы (Германия, г. Дортмунд), 2017 год[8]  — ;
- Победитель первенства Мира (Финляндия, г. Тампере)[9]. — ;
- Победитель первенства Европы (Италия Рим)2018 год[10] — ;
- Победитель первенства Мира (Словакия, г. Трнава)[11].— ;
- Чемпион первенств России (2015, 2017, 2018,)[12].— ;
- Победитель первенства Европы до 23 лет ( Скопье , северная Македония ) [13]— ;
- Победитель первенства мира до 23 лет (Белград Сербия ) [14]— ;
- Спартакиада сильнейших (г. Казань) 2022[15] — ;

### Выступления на чемпионатах страны
- Чемпионат России по греко-римской борьбе 2019 — ;
- Чемпионат России по греко-римской борьбе 2020 — ;
- Чемпионат России по греко-римской борьбе 2021 — ;
- Чемпионат России по греко-римской борьбе 2022 — ;
- Чемпионат России по греко-римской борьбе 2023 — ;